# Magazine du temps passé
Le Magazine du temps passé était une émission télévisée historique hebdomadaire diffusée le samedi soir vers 18h sur RTF Télévision diffusant les actualités filmées (en général de source Pathé ou Gaumont) de ce qui s'était passé vingt ans auparavant, à la semaine près. Son réalisateur était Jacques Perrot, qui s'occupait également de la section sports.
Cette émission intéressait les personnes ayant connu cette période, ainsi que les écoliers ou étudiants qui pouvaient prendre ainsi la température médiatique d'une époque récente, mais déjà très éloignée de la leur tant en style qu'en préoccupations.
Le magazine débuta en 1953. L'un de ses temps forts fut en mai 1957 la séquence relatant l'arrivée du dirigeable LZ 129 Hindenburg à Lakehurst (New Jersey) et son incendie catastrophique, vus comme en temps réel. Le magazine cessa de lui-même en 1960, lorsqu'il aurait été amené à couvrir les informations - et la propagande - diffusées sous le contrôle du régime de Vichy.

## Articles liés
- Chronologie de la télévision française des années 1950
- Histoire parallèle